# Tórium
A tórium a periódusos rendszer egyik kémiai eleme. Vegyjele Th, rendszáma 90. Nyelvújításkori neve tereny. Az f mezőbe, az aktinoidák közé tartozik, épp ezért eléggé ritka. Egy természetes (232Th), és további 24 mesterséges izotópja ismert. Valamennyi radioaktív, és csaknem mindegyik alfa-bomló.

## Felfedezése
A tóriumot Jöns Jakob Berzelius svéd kémikus fedezte fel a 19. század elején. Az oxidját találta meg egy sziklában, amelyből később a fémet is előállította. Az új fém nevét a skandináv-germán mitológia viharistenéről, Thorról kapta.

## Fizikai tulajdonságai
Elemi állapotban platinafényű, puha fém. Az elektromosságot jól vezeti. Olvadáspontja és sűrűsége viszonylag nagy (1842 °C, ill. 11,75 g/cm³). Érdekessége, hogy a 232Th felezési ideje (14 milliárd év) megközelíti a világegyetem életkorát, és jóval nagyobb, mint a Föld életkora.
232Th-család radioaktív bomlási sora, (zárójelben a felezési idők):

232Th (1,405·1010 év), 228Ra (5,75 év), 228Ac (6,25 óra), 228Th (1,9116 év), 224Ra (3,6319 nap), 220Rn (55,6 s), 216Po (0,145 s), 212Pb (10,64 óra), 212Bi (60,55 perc), 212Po (299 ns) és 208Tl (3,053 perc), 208Pb (stabil).

## Kémiai tulajdonságai
Szobahőmérsékleten igen ellenálló, itt csak a füstölgő sósav (HCl) és a királyvíz hatnak rá. 500 °C körül már megtámadják a halogének. Magasabb hőmérsékleten csak a savakban oldódik, alkálilúgokban nem. Oxigénnel tórium-dioxiddá (ThO2), nitrogénnel tórium-nitriddé (Th3N4) alakul. Az előbbi vegyületei jól mutatják, hogy vegyületeiben az oxidációs száma +4. Finom por alakjában piroforos.

## Előfordulás és előállítás
A cériumot kíséri a monacit (CePO4) nevű ásványban. Saját ásványai még a torit (ThSiO4) és a keralit. Ezekből előbb kinyerik az oxidját (ThO2), majd ezt különböző eljárásokkal fémmé redukálják.
A Föld tóriumtartalékait különböző kutatások 1,5 és 2 millió tonna közé teszik, a legjelentősebb lelőhelyek Ausztráliában, Indiában, Brazíliában és Törökországban találhatók.
| Ország         | Készlet (t) |
| -------------- | ----------- |
| USA            | 440 000     |
| Ausztrália     | 410 000     |
| Brazília       | 16 000      |
| Kanada         | 100 000     |
| India          | 290 000     |
| Malajzia       | 4500        |
| Dél-Afrika     | 35 000      |
| Egyéb országok | 90 000      |
| Világ összesen | 1 400 000   |

## Felhasználása
Magnéziumötvözeteket állítanak elő belőle, valamint a gázizzók „harisnyáját” is tórium-dioxidból készítik (világítási hatásfok emelése végett).
Használják még AWI-hegesztésnél, volfrám-tórium elektródaként.

### Atomerőművi hasznosítása
Atomreaktorokban alkalmazzák urán hasadóanyag előállítására (tórium-ciklus). Az első tóriummal működő kísérleti reaktorok az 1960-as években már működtek az Amerikai Egyesült Államokban. Németországban 1983-ban kezdett működni az első kereskedelmi tórium erőmű (THTR–300). Jelenleg Indiában épül egy hasonló kapacitású erőmű.

#### A tórium használatának előnyei az uránnal szemben
- A tóriumból jelentősen nagyobb készletek állnak rendelkezésre, mint uránból
- A tórium alapú erőművek azonos mennyiségű kiindulási anyagból hússzor több energiát szolgáltatnak, mint egy uránalapú reaktor, tekintettel arra, hogy az urán hasadóanyag körülbelül 5% hasznosul, míg a tórium szinte 100%-ban
- Az üzemeltetés során lényegesen kevesebb melléktermék képződik, mint az uránalapú reaktor esetében

#### A tórium használatának hátrányai az uránnal szemben
- A kiégett fűtőelemek 232U izotópot tartalmaznak, aminek a felezési ideje 68,9 év, valamint a bomlástermékeinek (212Bi,208Tl) a felezési ideje nagyon rövid, ezért az újrahasznosítás során jelentősen nagyobb radioaktivitással, illetve hőmérséklettel kell számolni, mint urán esetén
- A fűtőelemek újrahasznosításának módja nem kidolgozott
- Az üzemeltetés során összegyűlt tapasztalat jóval kevesebb, mint az urán, vagy urán-plutónium üzemanyagú erőműveknél.[3]
- A tórium alapú erőművek első lépcsője egy tenyésztési szakasz. Tenyésztési szakasz közbeiktatásával az urán alapú erőművek is hasonló hatékonysággal működnének.[3]

2011-ben India bejelentette, hogy egy tórium alapú nehézvizes reaktor (AHWR) nagyszabású tesztjét tervezi elvégezni 300 megawatt teljesítménnyel.
2013-ban Norvégiában készítettek egy kísérleti tórium alapú erőművet.
Egyes vélemények szerint, tórium alapú erőművek a hidegháború alatt azért nem tudtak elterjedni, mert az urán alapú erőművek segítették az atomfegyverek gyártását, később pedig az urán alapú erőművek gyártásában érdekelt országok sikeresen akadályozták meg az új technika bevezetését.